# Exomalopsis similis
Exomalopsis similis är en biart som beskrevs av Cresson 1865.Den ingår i släktet Exomalopsis och familjen långtungebin.

## Underarter
Arten delas in i följande underarter:
- E. s. similis
- E. s. arida
- E. s. modesta

## Beskrivning
Ett helt litet bi; honan blir 6 mm lång, hanen något mindre (i medeltal 5,5 mm). Arten har svart grundfärg. Behåringen är i huvudsak blek. Vingarna är halvgenomskinliga, klarare hos hanen. Hos honan är de mera rökfärgade i spetsen. Vingribborna är ljust orangebruna hos hanen, djupare orangebruna till svartbruna hos honan. Honan har ockrafärgade till orangebruna hårband längs framkanterna på tergit 3 till 6 (segmenten på bakkroppens ovansida), medan hanen har kort men tät, ljusare behåring på tergit 1, följt av vitaktiga tvärband på tergit 2 till 5. Tergit 6 har hos hanen blek behåring, främst på framkanten. Honan har dessutom en tät, gulhårig pollenkorg på baklåren, omgivna av gulorange randhår.

## Ekologi
Exomalopsis similis är ett polylektiskt bi, som flyger till blommande växter från många olika familjer, som korgblommiga växter, törelväxter, ärtväxter, kransblommiga växter, slideväxter och pockenholtsväxter.

### Fortplantning
Arten anses vara ett primitivt socialt bi, där flera honor, minst två, delar på ett bo och troligen även hjälps åt med uppfödningen av avkomman. Det underjordiska boet har en vertikal huvudtunnel av 30 till 45 centimeters längd. Från denna utgår det två eller flera sidtunnlar, ofta grenade, med en längd av 10 centimeter eller mer. Varje sidtunnel slutar i en larvcell. När flera honor kläcks, hjälper vissa av dem till att förlänga boet ändå djupare, med fler sidotunnlar. Larvbona förses med näring i form av "bibröd", en blandning av pollen och litet nektar, och ett ägg läggs ovanpå. Bona kan angripas av boparasiterna Nomada cubensis och Nomada pilipes, som lägger sina ägg i larvcellerna, och vars larver lever av det insamlade matförrådet efter det att värdägget ätits upp eller värdlarven dödats.

## Utbredning
Utbredningsområdet omfattar sydöstra Nordamerika: Bahamas, Cayman Islands, Centralamerika, Kuba, Dominica, Guadeloupe, Hispaniola, Jamaica, Montserrat, Puerto Rico, Saint Vincent och Grenadinerna samt i USA Florida och Jungfruöarna.

## Bildgalleri

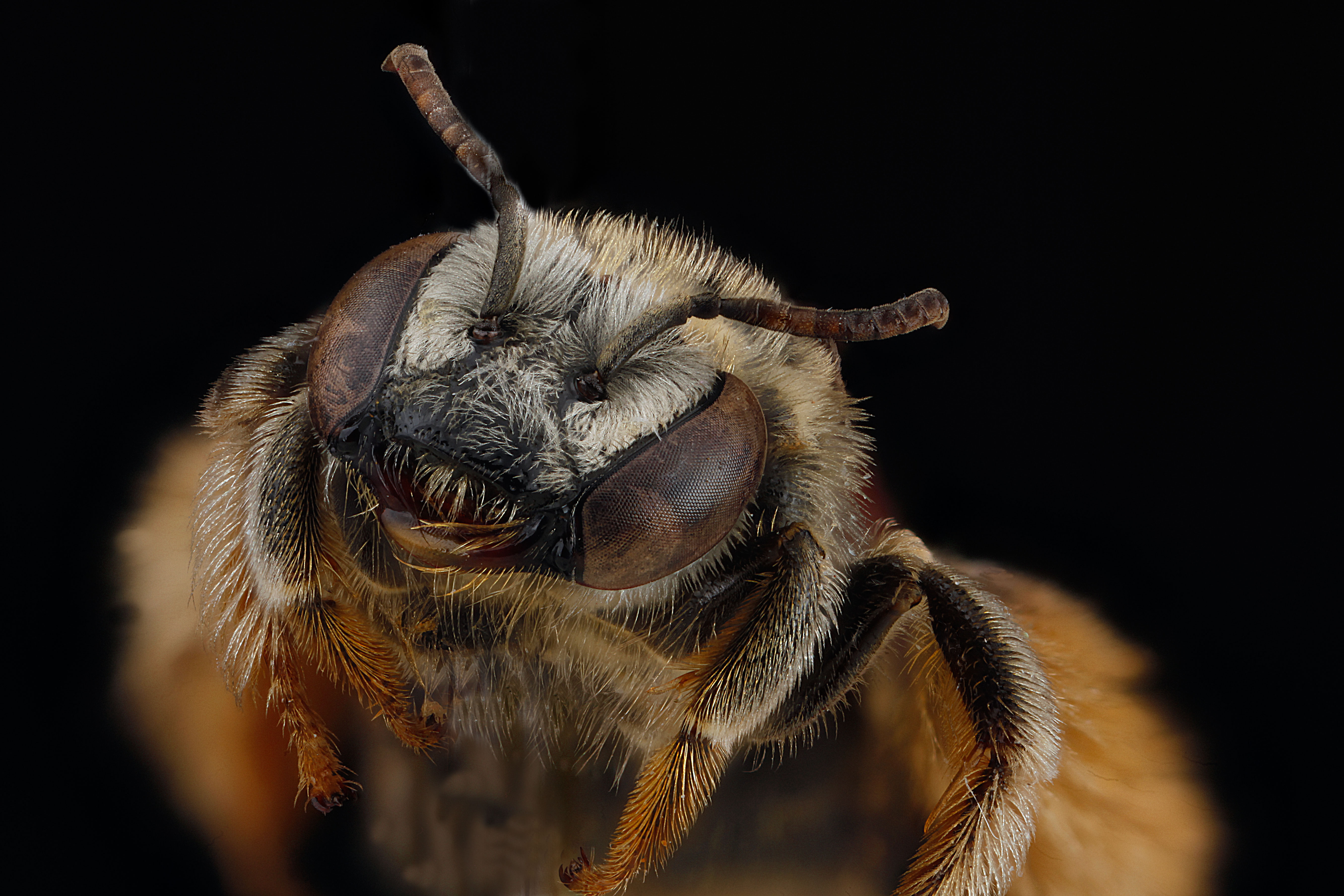
Hona, ansikte.